# Franz Zehrer

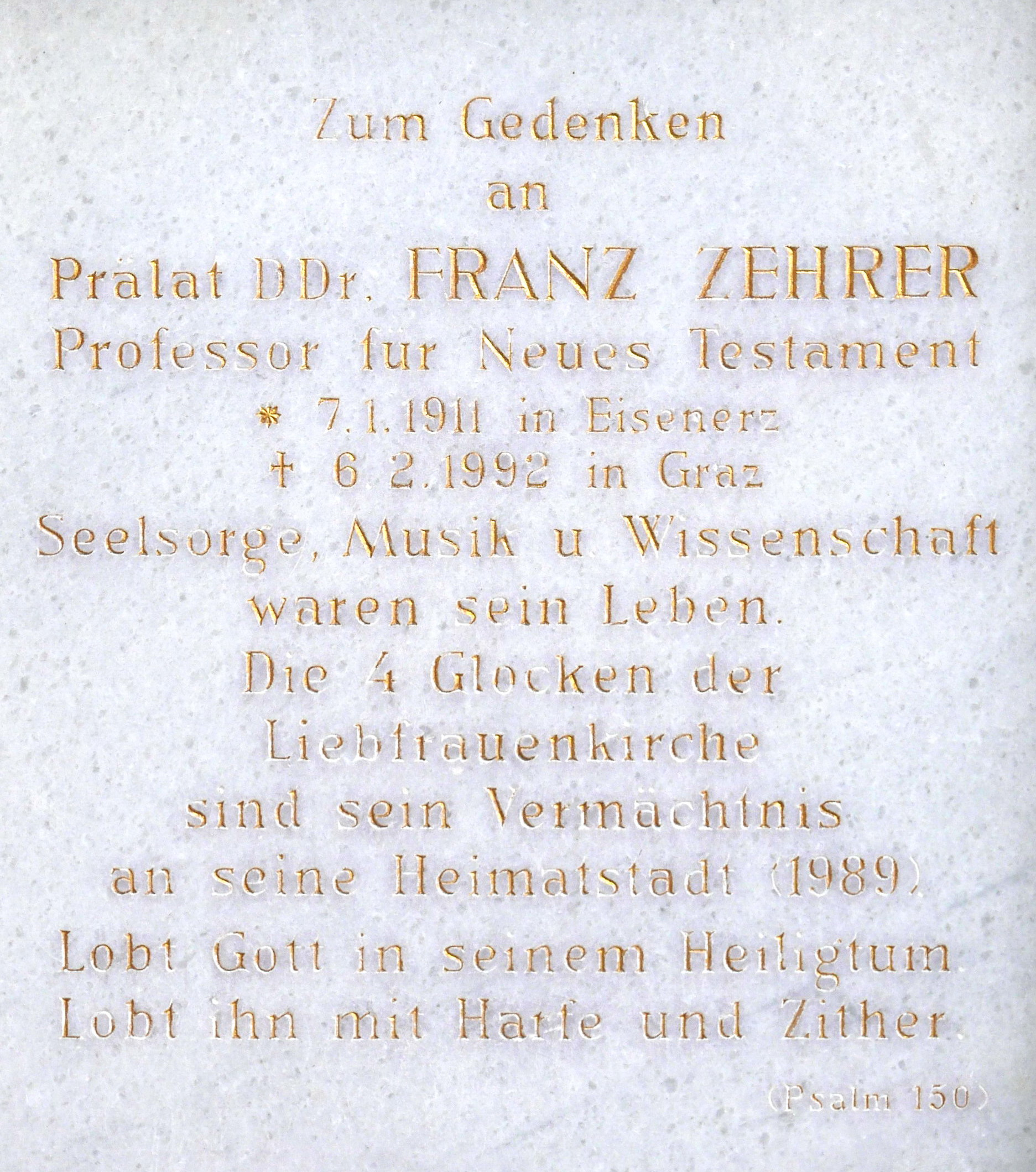
Gedenktafel für Franz Zehrer – Pfarrkirche St. Oswald (Eisenerz)

Franz Zehrer (* 7. Januar 1911 in Eisenerz; † 6. Februar 1992 in Graz) war ein österreichischer katholischer Priester und Theologe (Neutestamentliche Bibelwissenschaft), Kirchenmusiker und Orgelsachverständiger.

## Leben
Franz Zehrer studierte von 1932 bis 1935 Theologie an der Universität Graz und wurde 1935 zum Priester geweiht. Daneben erhielt er eine musikalische Ausbildung bei  Anton Faist und Rudolf Weis-Ostborn. Nach Kaplansjahren studierte er ab 1939 am Pontificio Istituto di Musica Sacra in Rom und wurde dort 1943 promoviert. Von 1944 bis 1953 war er Professor für Kontrapunkt und Klassische Vokalpolyphonie am Pontificio Istituto di Musica Sacra. Daneben studierte er am Pontificio Istituto Biblico und wurde 1949 an der Universität Graz zum Dr. theol. promoviert, 1951 erfolgte dort seine Habilitation für das Fach Neues Testament (Die Psalmenzitate in den Briefen des Hl. Paulus), 1953 erlangte er in Rom den Lic. rer. bibl.
Im Jahr 1951 wurde er Supplent der Lehrkanzel für Neues Testament an der Universität Graz, 1953 dort außerordentlicher Universitätsprofessor, von 1957 bis 1981 war er ordentlicher Universitätsprofessor für Neues Testament. Im Studienjahr 1957/58 war er Dekan und 1967/68 Rektor der Universität. Von 1953 bis 1986 war er Orgel- und Glockenreferent der Diözese Graz-Seckau, seit 1957 Korrespondent des Bundesdenkmalamts für Orgelfragen.